# 蝋人形の館 (映画)
『蝋人形の館』（ろうにんぎょうのやかた、原題: House of Wax）は、2005年のアメリカ合衆国・オーストラリア合作映画。
チャールズ・ベルデンの戯曲を原作とするホラー映画。1933年版、1953年版に続く3度目の映画化。

## ストーリー
カーリーと恋人のウェイド、カーリーの兄ニックと友人たちドールトン、ペイジ、ブレイク。6人の若者たちは大学フットボールの試合観戦のため、スタジアムへ向かっていた。 しかし、道中でキャンプをしていると不審なピックアップトラックが近づいてきたため、ニックは瓶を投げつけてトラックのヘッドライトを壊して追い払う。翌朝、ウェイドは車の部品が破損していることに気がつく。カーリーとウェイドは車の部品を購入するため、レスターという地元の男に案内されて近くの町へ向かう。 地図にも載っていない寂れた「アンブローズ」にやってきた2人は、教会にいた男ボーに部品を売ってもらおうとするが、彼は2人に葬儀が終わるまで待つように言う。人のほとんどいない町の中、一軒の蝋人形館を見つけた2人は時間を潰すため、閉館中の表示を無視して中に入り込み見物する。 ニックとドールトンは、キャンプ地にペイジとブレイクを残し、アンブローズまで別の車で迎えに行く。
2人は部品のためにボーの家に行くが、カーリーはボーの車が昨晩のトラックであることに気づく。ウェイドはトイレを借りに入ったボーの家の中で、ボーの弟で蝋のマスクを付けたビンセントに襲われ気を失い、カーリーもボーに追いかけられる。逃げる過程でカーリーは、この町には本物の人間を加工して作られた蝋人形しかいないことを知る。カーリーは結局捕まり拘束されてしまうも、そこへニックがやって来て救出される。同じ頃、ドールトンは蝋人形にされたウェイドを発見し助けようとするが、ビンセントに襲われて首を切り落とされる。キャンプ地にいたペイジとブレイクもまた、ビンセントに殺害される。
カーリーは、ウェイドとドールトンを探してニックと忍び込んだボーの家で、彼とビンセントがかつては結合双生児であり、父親の行った違法な手術によって分離されたことを知る。ボーとビンセントが帰宅したため、カーリーとニックは地下通路を通って逃げ出そうとする。蝋にまみれたドールトンの死体がある地下の工房でニックが大釜を倒し、部屋は火の海と化す。通路を抜けた先は蝋人形館に繋がっており、そこではボーが待ち構えていた。ニックはボーに刺されるが、もみ合いの末にカーリーがバットでボーを殴り殺す。全てが蝋で出来た館が火災の炎で溶け始める中、ビンセントはカーリーを上階まで追い詰める。ニックと協力したカーリーに刺されたビンセントは、溶けた床からボーの死体の上へと落下していった。
翌朝、町を訪れた警察は、製糖工場が閉鎖されて以来、アンブローズは10年近く放置された町だとカーリーとニックに教える。救急車に乗せられて町を離れる2人に、レスターが手を振る。警察の無線では「兄弟は3人」だという情報が報告されていた。

## キャスト
（左から役名、キャスト、日本語吹替声優）
- カーリー・ジョーンズ：エリシャ・カスバート（園崎未恵）
- ニック・ジョーンズ：チャド・マイケル・マーレイ（坪井智浩）
- ボー＆ヴィンセント：ブライアン・ヴァン・ホルト（井上和彦）
- ペイジ・エドワーズ：パリス・ヒルトン（斎藤恵理）
- ウェイド：ジャレッド・パダレッキ（咲野俊介）
- ドールトン・チャップマン：ジョン・エイブラハムズ（岡野浩介）
- ブレイク：ロバート・リチャード (保村真)
- トルーディ・シンクレア：ドラジシア・デバート
- シンクレア博士：マレー・スミス
- 若い頃のボー：トーマス・アダムソン
- 若い頃のヴィンセント：サム・ハーケス
- レスター：デイモン・ヘリマン
- 保安官：アンディ・アンダーソン
- その他の日本語吹き替え ‐ 清水明彦/林桂代子/石住昭彦/吉野貴宏

## スタッフ
- 原案：チャールズ・ベルデン
- 脚本：チャド・ヘイズ、ケイリー・ヘイズ
- 共同製作：リチャード・ミリッシュ
- 製作補：エリック・オルセン
- 挿入歌：リアム・ハウレット "Spitfire"、マリリン・マンソン "Dried Up, Tied And Dead To The World"
- エンディングテーマ：マイ・ケミカル・ロマンス "Helena"
- プロダクションデザイン：グラハム・グレイス・ウォーカー
- 美術：ブライアン・エドモンズ、ニコラス・マッカラム
- セット：ビヴァリー・ダン
- 彩色：スティーヴ・パーカー
- 衣装：アレックス・アルヴァレス、グラハム・パーセル
- 特殊メイク：KNB EFX、アンディ･シェーネベルク
- 特殊造形監修：ジェイソン・ベアード
- 特殊造形：キム・セインズベリー、カレン・グローズ
- 蝋のメイク・造形監修：ジェイソン・ベアード
- 蝋のメイク・造形：マーク・クリアリー、カレン・グローズ、グラント・レーマン、スティーヴ・パーカー、キム・セインズベリー
- 特殊効果監修：ブルース・ブライト
- 特殊効果：ジム・レング、ジェームズ・ポール
- 視覚効果監修：ジョン・ブレスリン、ジュリアン・パリー
- 視覚効果：フォトンVFX
- コンセプトイラスト：ジェームズ・コルマー、クリストファー・グラス
- スタント指導：ダニー・ボールドウィン、ウィリアム・H・バートン、ボブ・ヒックス
- 二班監督：ウィリアム・H・バートン
- ユニット・プロダクション・マネージャー：ハーブ・ゲインズ
- キャスティング：メアリー・ゲイル・アーツ、バーバラ・コーエン

## トリビア
- 舞台設定はアメリカのアイオワ州だが、実際はオーストラリアで撮影されている[3]。
- ブライアン・ヴァン・ホルト演じるヴィンセントの役名は、『肉の蝋人形』（1953年）で主演だったヴィンセント・プライスに由来している。
- ダークキャッスル・エンタテインメント初の殺人鬼映画。
- ダークキャッスル・エンタテインメント制作映画でR-15指定を受けたのは本作が初。

## 関連作品
同一戯曲を原作とした映画化作品
- 肉の蝋人形 (1933年の映画)（監督：マイケル・カーティス、主演：ライオネル・アトウィル）
- 肉の蝋人形 (1953年の映画)（監督：アンドレ・ド・トス、主演：ヴィンセント・プライス）

類似作品
- 肉の鑞人形（原作：ガストン・ルルー、監督：セルジオ・スティヴァレッティ、原案：ダリオ・アルジェント、脚本：ルチオ・フルチ）